# Industry Standard Architecture

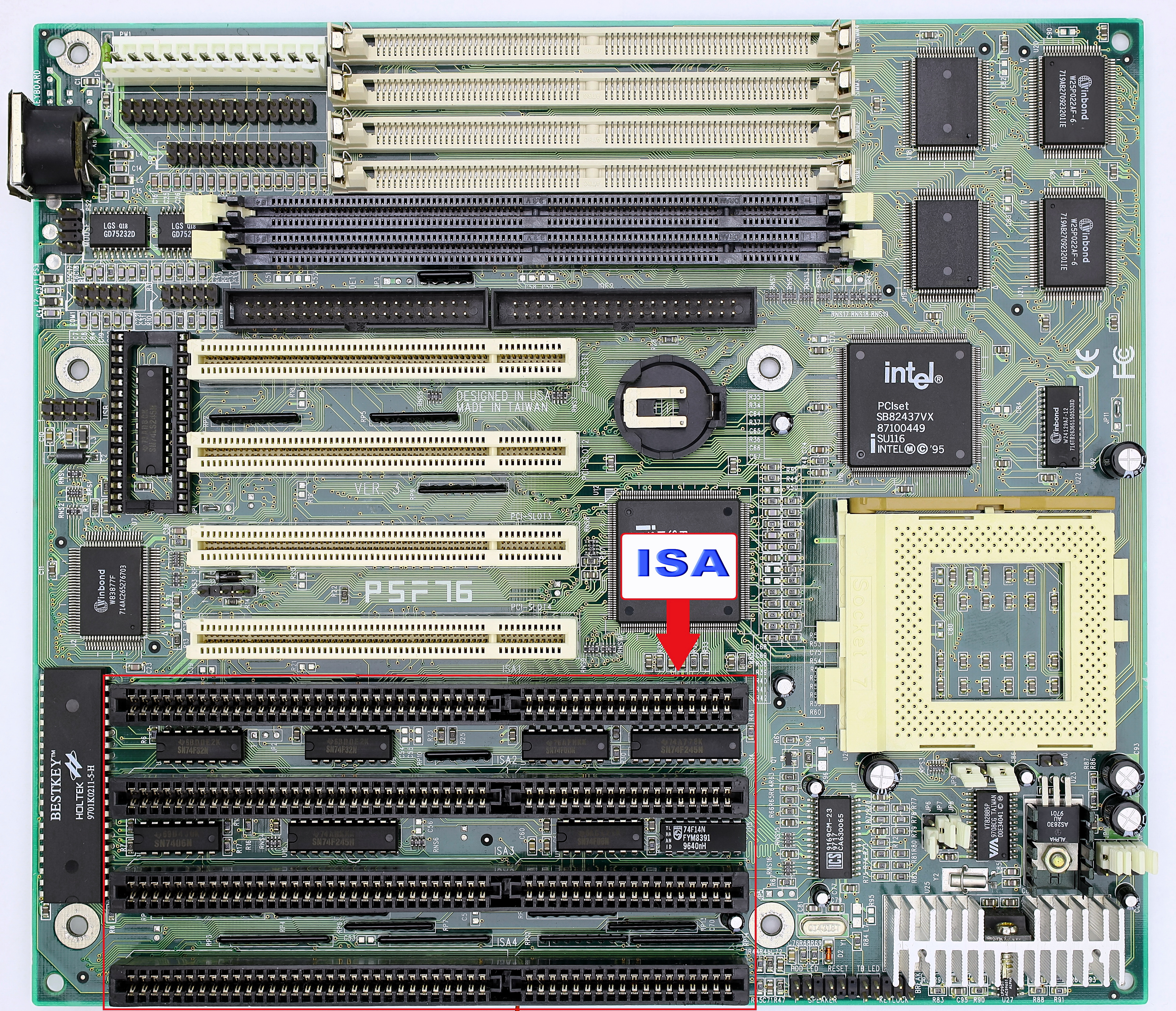
Złącza ISA na płycie głównej starszego typu

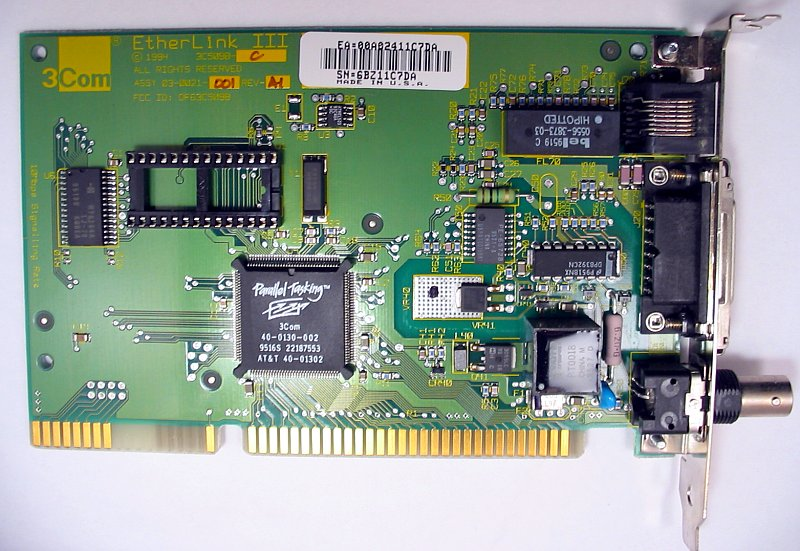
16 bitowe złącze ISA kart rozszerzeń

Opis styków złącza ISA (16bit)

Opis styków złącza ISA (8bit)

Złącze 8-bitowe

Industry Standard Architecture (ISA, architektura w standardzie przemysłowym) – standard magistrali oraz złącza kart rozszerzeń dla komputerów osobistych, wprowadzona w wersji ośmiobitowej, w 1981 roku wraz z wprowadzeniem komputerów IBM PC obsługiwanych przez procesory z ośmiobitową zewnętrzną szyną danych Intel 8088. Magistrala została rozszerzona do standardu 16 bitowego w komputerach IBM PC/AT wyposażonych w procesor Intel 80286. Magistrala w wersji 16 bitowej była zgodna z 8 bitową, ale większa szybkość taktowania mogła powodować niepoprawność działania kart rozszerzeń.
W latach 90 XX wieku standardy PCI i AGP zaczęły wypierać ISA. Mimo znaczącego spadku używalności, jeszcze na początku XXI wieku ISA stosowano dla celów specyficznych przemysłów czy wojskowości.

## Typowe parametry złączy ISA
Wybrane parametry 16 bitowej magistrali ISA:
- szyna danych - 16-bitowa,
- częstotliwość pracy - 8,33 MHz,
- przepustowość 8 MB/s (efektywna w granicach od 1,6 MB/s do 1,8 MB/s)
- szyna adresowa - 24-bitowa,
- Obecność kanałów  DMA (4 dla ISA 8 bit i 8 dla ISA 16 bit )
- sygnały sterujące: MEMR, MEMW, IRQ1, IRQ7, IRQ9, IRQ12, IRQ14, IRQ15, CLK, OSC
- Plug and Play - do 1994 brak obsługi -obsługa PnP od 1994 wtedy to wprowadzono protokół PnP dla ISA

Pod koniec lat dziewięćdziesiątych XX wieku znaczenie tej magistrali zaczęło maleć, a jej funkcje przejmował standard PCI.
Jedną z odmian ISA jest złącze PCMCIA, stosowane w komputerach przenośnych. Rozszerzeniem standardu dla procesorów 32 bitowych była EISA.

## Dane techniczne
8 bitowa ISA
| szerokość szyny  | 8 bit                    |
| kompatybilna z   | 8 bit ISA                |
| liczba kontaktów | 62                       |
| Vcc              | +5 V, -5 V, +12 V, -12 V |
| zegar            | 4.77 MHz                 |

16 bitowa ISA
| szerokość szyny  | 16 bit                   |
| kompatybilna z   | 8 bit ISA, 16 bit ISA    |
| liczba kontaktów | 98                       |
| Vcc              | +5 V, -5 V, +12 V, -12 V |
| zegar            | 8.33 MHz                 |